# Conistra amaura
Conistra amaura är en fjärilsart som beskrevs av Karl Schawerda 1911. Conistra amaura ingår i släktet Conistra och familjen nattflyn. Inga underarter finns listade i Catalogue of Life.